# Districtul Xiangcheng, Sichuan
Districtul Xiangcheng (în chineză simplificată: 乡城县; chineză tradițională: 鄉城縣; pinyin: Xiāngchéng Xiàn; în tibetană ཕྱག་ཕྲེང་རྫོང་།, în transliterarea Wylie: phyag phreng rdzong, în pinyi tibetan: Qagchêng Zong) este un district în vestul provinciei Sichuan a Chinei, care se învecinează la sud cu provincia Yunnan. El face parte din punct de vedere administrativ din prefectura autonomă tibetană Garzê. 

## Climă
| Date climatice pentru Xiangcheng (1981−2010)    | Date climatice pentru Xiangcheng (1981−2010) | Date climatice pentru Xiangcheng (1981−2010) | Date climatice pentru Xiangcheng (1981−2010) | Date climatice pentru Xiangcheng (1981−2010) | Date climatice pentru Xiangcheng (1981−2010) | Date climatice pentru Xiangcheng (1981−2010) | Date climatice pentru Xiangcheng (1981−2010) | Date climatice pentru Xiangcheng (1981−2010) | Date climatice pentru Xiangcheng (1981−2010) | Date climatice pentru Xiangcheng (1981−2010) | Date climatice pentru Xiangcheng (1981−2010) | Date climatice pentru Xiangcheng (1981−2010) | Date climatice pentru Xiangcheng (1981−2010) |
| Luna                                            | Ian                                          | Feb                                          | Mar                                          | Apr                                          | Mai                                          | Iun                                          | Iul                                          | Aug                                          | Sep                                          | Oct                                          | Nov                                          | Dec                                          | Anual                                        |
| ----------------------------------------------- | -------------------------------------------- | -------------------------------------------- | -------------------------------------------- | -------------------------------------------- | -------------------------------------------- | -------------------------------------------- | -------------------------------------------- | -------------------------------------------- | -------------------------------------------- | -------------------------------------------- | -------------------------------------------- | -------------------------------------------- | -------------------------------------------- |
| Maxima medie °C (°F)                            | 12.0 (53,6)                                  | 13.4 (56,1)                                  | 16.2 (61,2)                                  | 19.0 (66,2)                                  | 22.9 (73,2)                                  | 25.5 (77,9)                                  | 24.5 (76,1)                                  | 23.5 (74,3)                                  | 22.3 (72,1)                                  | 20.0 (68)                                    | 15.9 (60,6)                                  | 12.7 (54,9)                                  | 18,99 (66,19)                                |
| Media zilnică °C (°F)                           | 2.5 (36,5)                                   | 4.7 (40,5)                                   | 7.8 (46)                                     | 11.1 (52)                                    | 15.3 (59,5)                                  | 18.3 (64,9)                                  | 17.7 (63,9)                                  | 16.8 (62,2)                                  | 15.2 (59,4)                                  | 11.6 (52,9)                                  | 6.4 (43,5)                                   | 2.7 (36,9)                                   | 10,84 (51,52)                                |
| Minima medie °C (°F)                            | −5.4 (22,3)                                  | −3.3 (26,1)                                  | 0.3 (32,5)                                   | 3.8 (38,8)                                   | 8.0 (46,4)                                   | 12.0 (53,6)                                  | 13.0 (55,4)                                  | 12.3 (54,1)                                  | 10.2 (50,4)                                  | 4.8 (40,6)                                   | −1.1 (30)                                    | −4.9 (23,2)                                  | 4,14 (39,46)                                 |
| Minima istorică °C (°F)                         | −14.4 (6,1)                                  | −11.3 (11,7)                                 | −6.3 (20,7)                                  | −3.5 (25,7)                                  | −1 (30,2)                                    | 3.6 (38,5)                                   | 5.1 (41,2)                                   | 5.6 (42,1)                                   | 1.9 (35,4)                                   | −3.5 (25,7)                                  | −8.3 (17,1)                                  | −13.3 (8,1)                                  | −14,4 (6,1)                                  |
| Precipitații mm (inches)                        | 1.2 (0.047)                                  | 1.4 (0.055)                                  | 5.8 (0.228)                                  | 11.0 (0.433)                                 | 25.3 (0.996)                                 | 66.2 (2.606)                                 | 156.0 (6.142)                                | 127.2 (5.008)                                | 66.7 (2.626)                                 | 18.4 (0.724)                                 | 3.2 (0.126)                                  | 0.8 (0.031)                                  | 483,2 (19,024)                               |
| Umiditate [%]                                   | 33                                           | 35                                           | 40                                           | 45                                           | 48                                           | 57                                           | 71                                           | 73                                           | 70                                           | 58                                           | 44                                           | 36                                           | 50,8                                         |
| Sursă: China Meteorological Data Service Center |                                              |                                              |                                              |                                              |                                              |                                              |                                              |                                              |                                              |                                              |                                              |                                              |                                              |

## Demografie
Populația districtului era de 26.102 locuitori în 1999.

## Legături externe
- zh  Site-ul administrației Arhivat în 24 decembrie 2007, la Wayback Machine.
- zh  Pagină descriptivă Arhivat în 4 iulie 2009, la Wayback Machine.